# Praga 15
Praga 15 – dzielnica Pragi rozciągająca się na południowy wschód od centrum miasta, na wschód od Wełtawy. Składa się z mniejszych dzielnic: Dolní Měcholupy, Dubeč, Petrovice, Štěrboholy.
Obszar dzielnicy wynosi 10,57 km² i jest zamieszkiwany przez 29 902 mieszkańców (2008).